# Domažlice
Domažlice (en allemand : Taus) est une ville de la région de Plzeň, en Tchéquie, et le chef-lieu du district de Domažlice. Sa population s'élevait à 11 155 habitants en 2024.

## Géographie
Domažlice est arrosée par la rivière Zubřina, un affluent de la Radbuza, et se trouve à 27 km à l'ouest de Klatovy, à 47 km au sud-ouest de Plzeň et à 130 km au sud-ouest de Prague.
La commune est limitée par Luženičky et Meclov au nord, par Chrastavice et Zahořany à l'est, par Mrákov, Tlumačov, Nevolice, Stráž et Pasečnice au sud, et par Babylon et Újezd à l'ouest.

## Histoire
|  |

Domažlice accéda au statut de ville sous le règne de Přemysl Ottokar II de Bohême. Ce dernier fit fortifier la ville afin de défendre la frontière avec la Bavière. Des gardes-frontières furent recrutés parmi les Chodové (en) (Chodes), un peuple slave de fermiers libres qui s'était établi dans la région.
La ville fut gagée (par intermittence) à la Bavière de 1331 à 1419. Sous le règne hussite, les habitants allemands furent expulsés de la ville, dont la population est depuis à prédominance tchèque. En 1431, Procope le Grand vainquit les croisés du Saint-Empire romain germanique près de Domažlice. La ville — officiellement nommée Taus — changea fréquemment de mains au cours des XVe et XVIe siècles, devenant majoritairement allemande, mais son importance déclina à la suite de la guerre de Trente Ans. Ce n'est qu'après 1770 que la ville refleurit, en grande partie grâce à des innovations dans l'industrie textile.
Taus fut un des 94 chefs-lieux de la Bohême sous l'empire austro-hongrois.

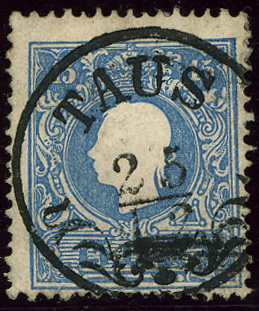
Timbre François-Joseph oblitéré vers 1860.

Dans le contexte de la Renaissance nationale tchèque, Domažlice prit une place centrale au cours du XIXe siècle. Un pèlerinage qui se tint le 13 août 1938 se transforma en une large manifestation contre l'administration allemande. Les germanophones sont expulsés des Sudètes en 1946-1948 et la ville accueille des réfugiés d'autres régions de Tchécoslovaquie.

## Population
Recensements (*) ou estimations de la population :
| 1869* | 1880* | 1890* | 1900* | 1910* | 1921* | 1930* |
| ----- | ----- | ----- | ----- | ----- | ----- | ----- |
| 7 319 | 7 745 | 8 046 | 7 907 | 8 555 | 8 049 | 9 406 |

| 1950* | 1961* | 1970* | 1980*  | 1991*  | 2001*  | 2011*  |
| ----- | ----- | ----- | ------ | ------ | ------ | ------ |
| 8 995 | 7 723 | 9 044 | 11 256 | 11 519 | 11 048 | 10 997 |

| 2014   | 2015   | 2016   | 2017   | 2018   | 2019   | 2020   |
| ------ | ------ | ------ | ------ | ------ | ------ | ------ |
| 11 110 | 11 127 | 11 163 | 11 177 | 11 233 | 11 150 | 11 094 |

| 2021*  | 2022   | 2023   | 2024   | - | - | - |
| ------ | ------ | ------ | ------ | - | - | - |
| 10 872 | 10 749 | 11 010 | 11 155 | - | - | - |

## Personnalités
- Corbinian Hofmeister (1891-1966), bénédictin, opposant au nazisme.

## Galerie

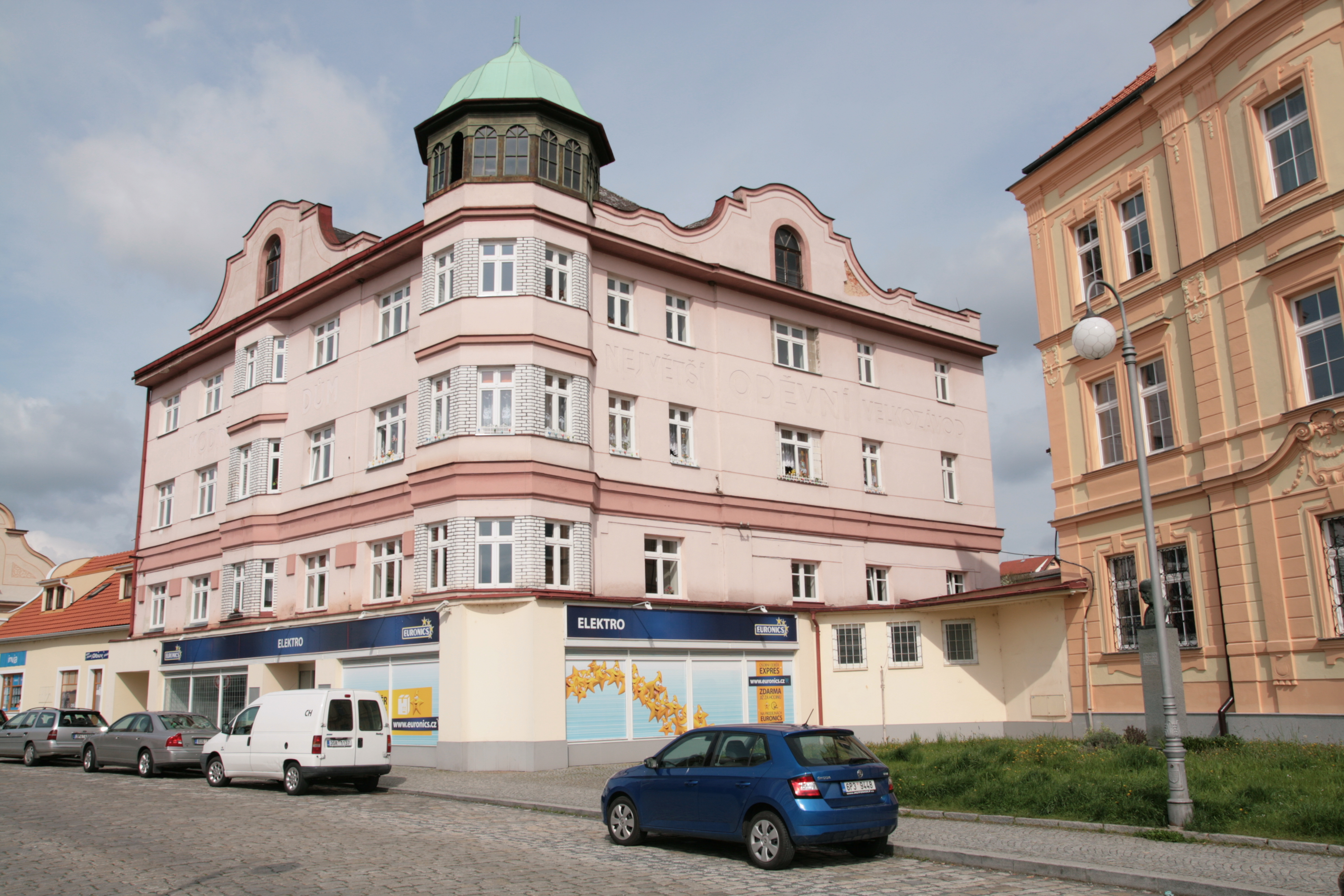
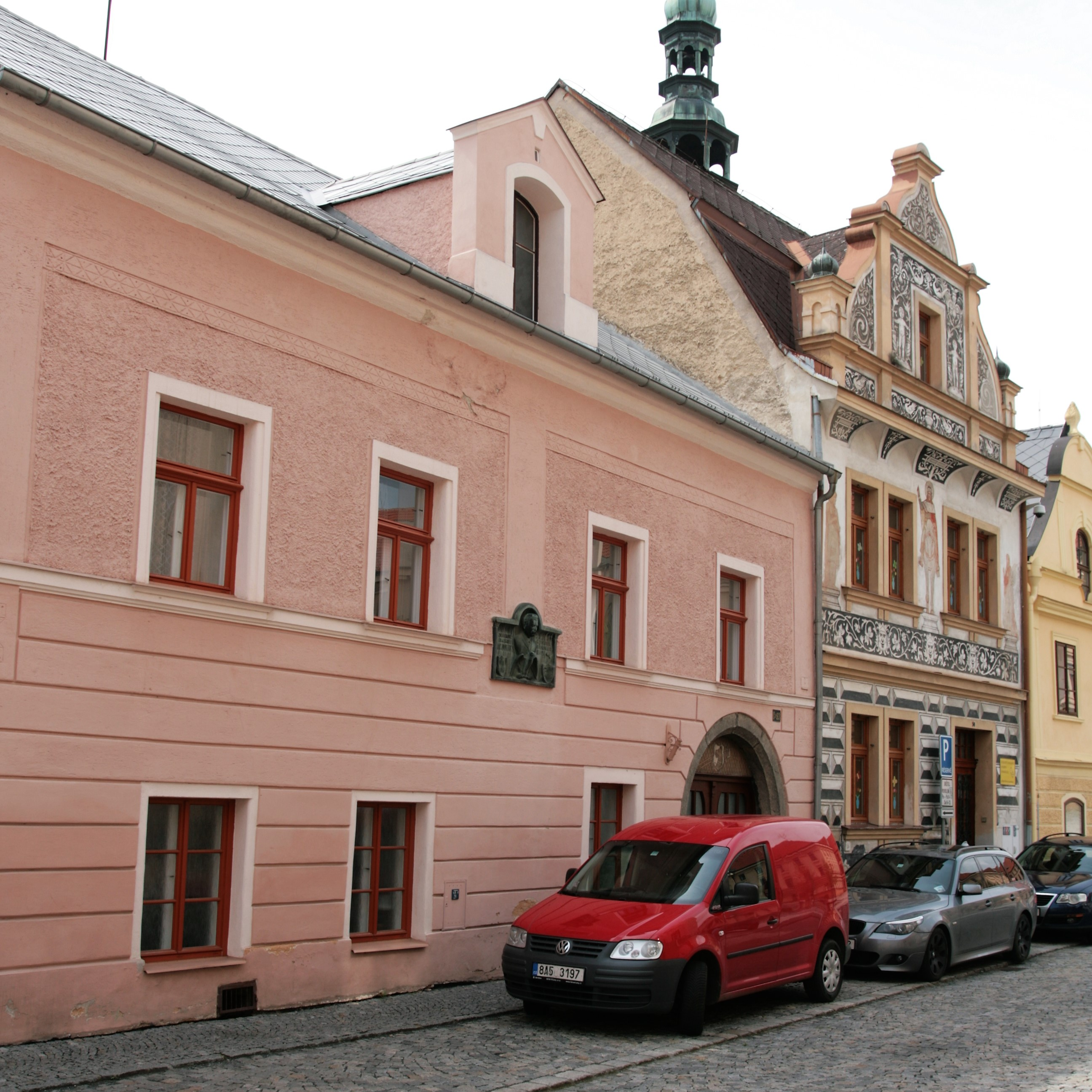
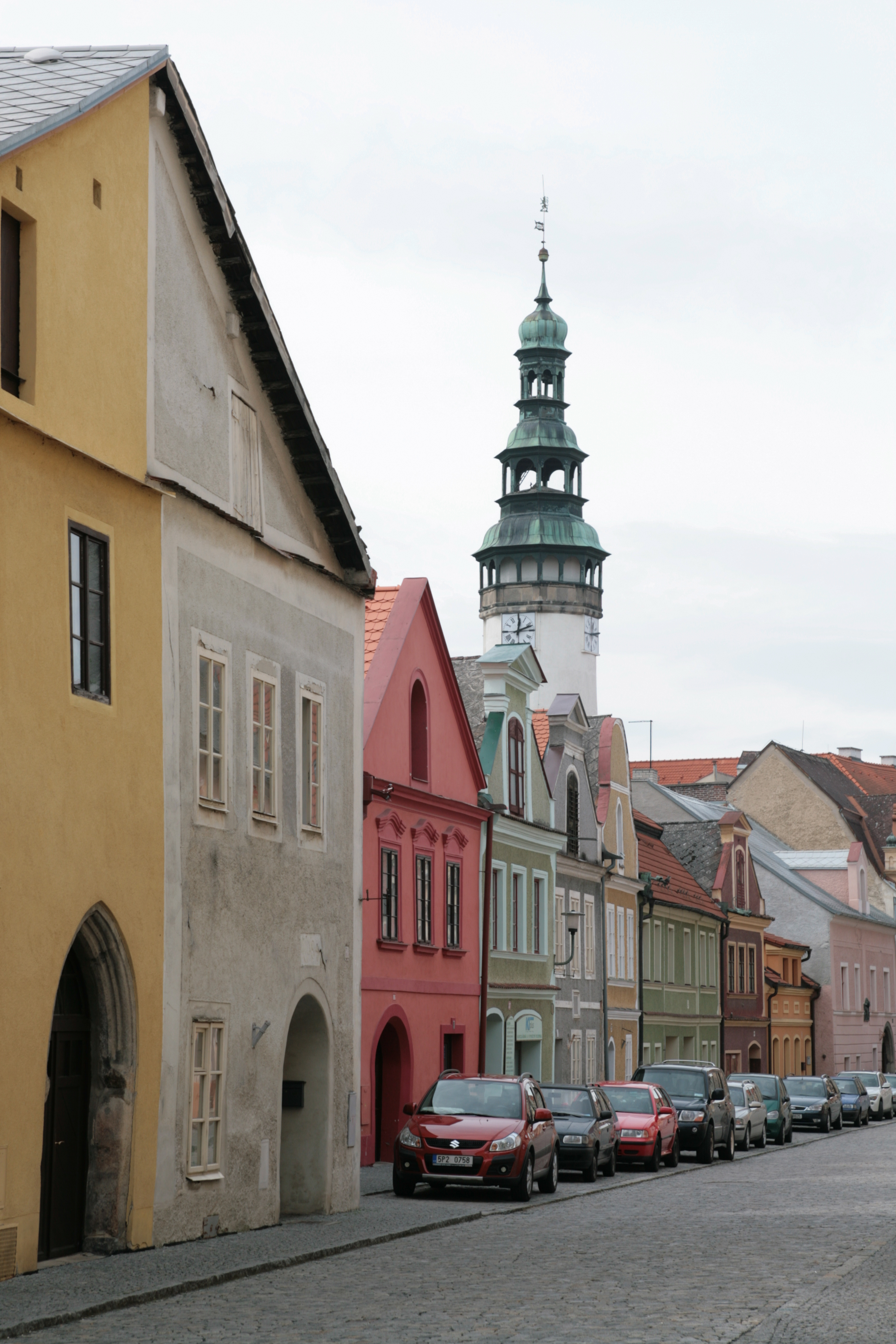
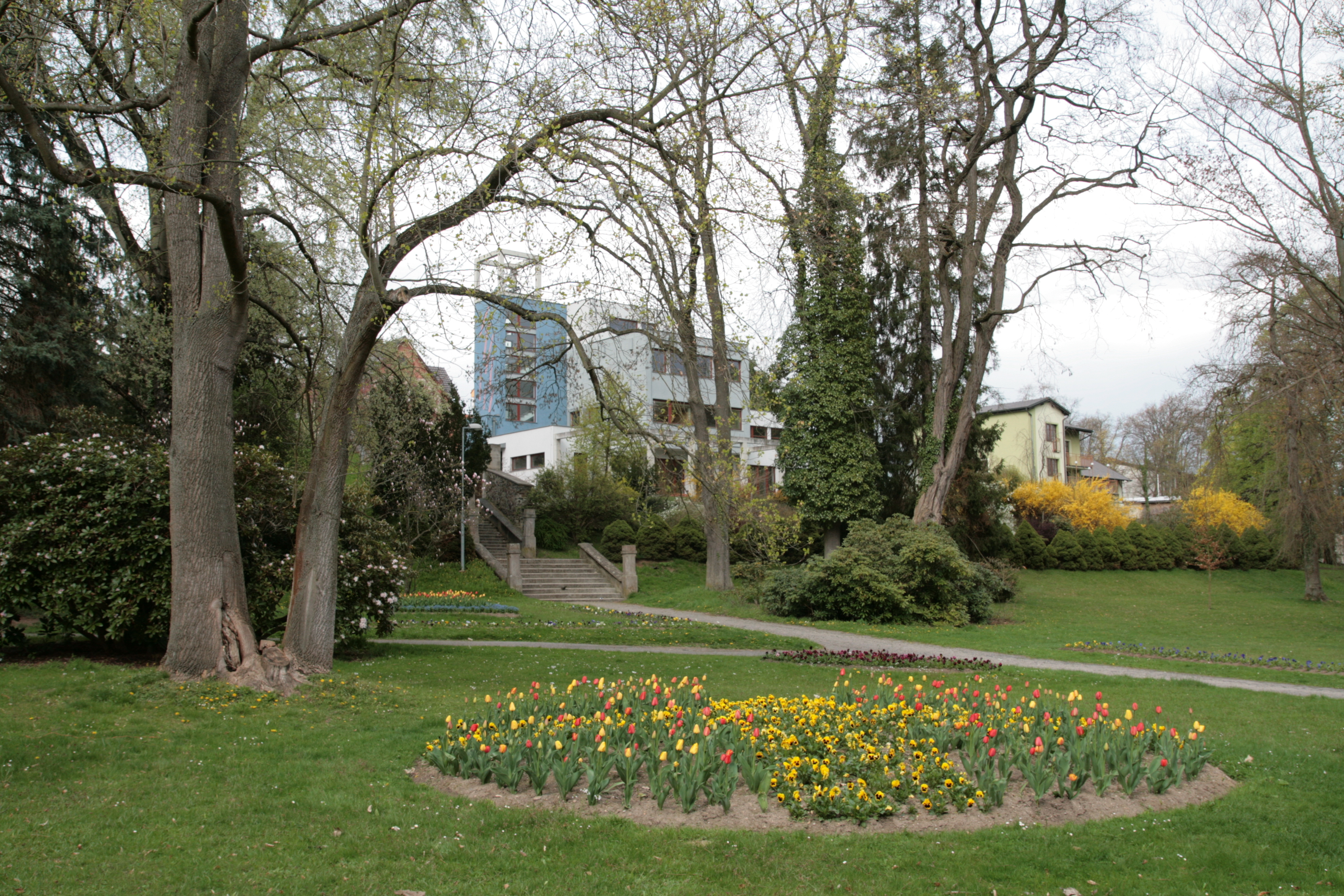
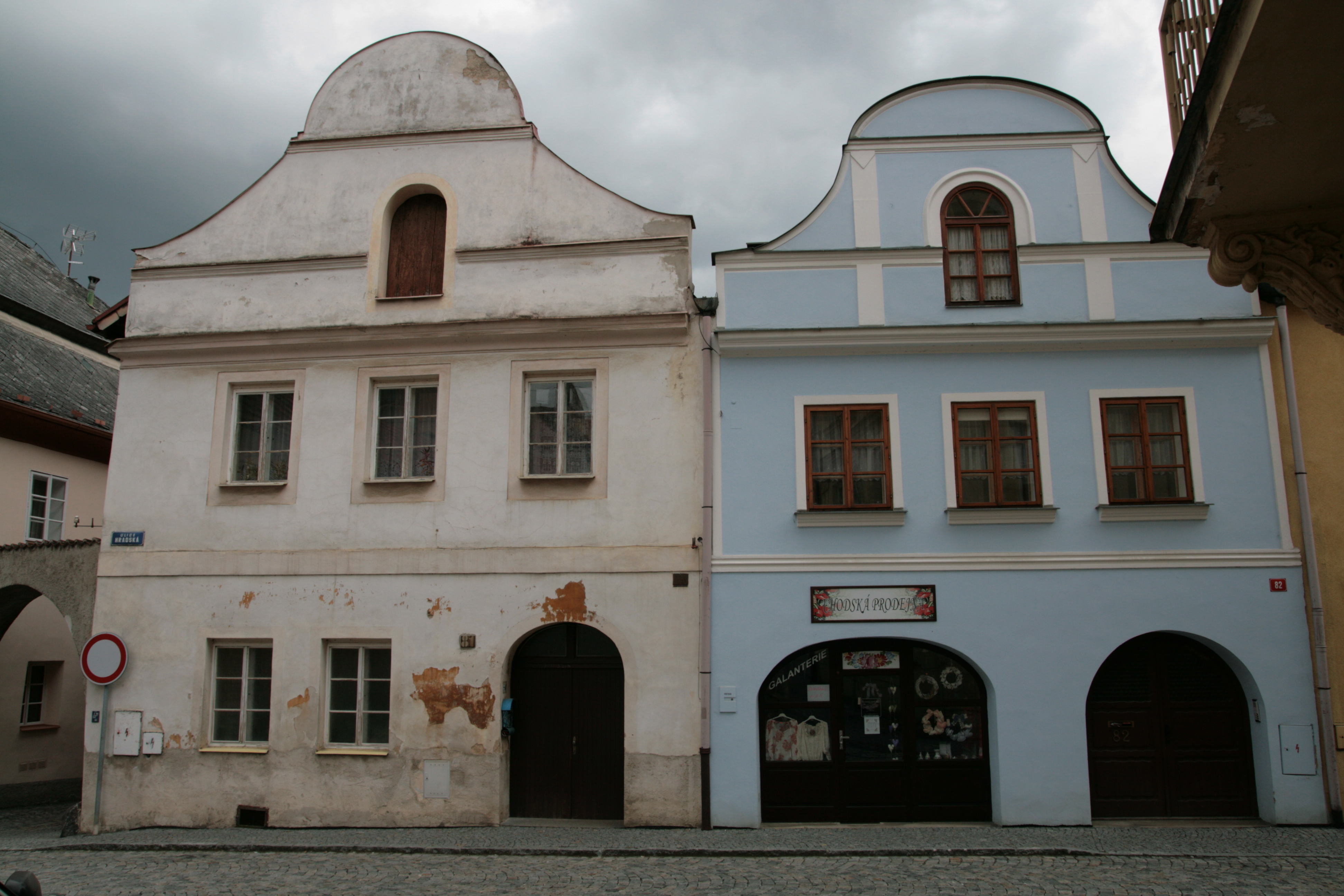

## Villes jumelées
- Furth im Wald (Allemagne)
- Furth bei Göttweig (Autriche)
- Ludres (France)